# Гарост, Алексей Геннадьевич
Алексей Геннадьевич Гарост (бел. Аляксей Генадзевіч Гарост; род. 30 марта 2004, Слоним, Гродненская область) — белорусский футболист, нападающий солигорского «Шахтёра».

## Карьера
Воспитанник футбольной академии солигорского «Шахтёра». Является выпускником «Академии АБФФ», откуда выпустился летом 2021 года. В июле 2021 года футболист стал выступать за дублирующий состав солигорского клуба. В феврале 2023 года футболист отправился в петриковский «Шахтёр». Дебютировал за клуб футболист 1 мая 2023 года в матче против клуба «Макслайна», выйдя на замену на 76 минуте. На протяжении первой половины сезона футболист выступал за клуб в роли игрока замены, после чего в июле 2023 года вернулся в солигорский клуб. Дебютировал за клуб футболист 3 сентября 2023 года в матче против «Энергетика-БГУ», выйдя на замену на 92 минуте. По итогу дебютного сезона футболист вместе с клубом смог сохранить прописку в чемпионате.
В начале 2024 года футболист начинал готовиться к новому сезону с основной командой солигорского клуба. Новый сезон за клуб футболист начал 17 марта 2024 года с матча против «Витебска», выйдя на замену на 91 минуте. В апреле 2024 года футболист отправился в распоряжение «Шахтёра-2». Первый матч за клуб футболист сыграл 7 апреля 2024 года против «Молодечно-2018», выйдя на поле в стартовом составе.

## Международная карьера
В 2020 году выступал за юношескую сборную Белоруссии до 16 лет.